# Pristimantis carranguerorum
Pristimantis carranguerorum es una especie de anfibio anuro de la familia Craugastoridae.
Este batracio endémico de Colombia, tiene su hábitat natural en las montañas y ríos subtropicales y tropicales.
Está amenazada de extinción por la pérdida de su hábitat natural.
Debe su nombre científico al biólogo John Lynch, quien lo dedicó en 1994, como homenaje a un género musical colombiano, la carranga. 